# Cartoonito (África)
O Cartoonito (anteriormente Boomerang) é o canal de televisão dedicada exclusivamente à programação infantil e pré-escolar.
O canal como Boomerang foi lançado em 21 de Abril de 2015, transmitido em África na operadora DStv, no entanto, ela só ocupa a área subsariana do continente, e por causa disso, os países do norte do continente não possuem o canal, até 1 de julho de 2016.  
Este canal já tem site em português com todas as séries atualmente transmitidas pelo canal, sendo também correspondente à emissora de Portugal.   
O canal conhecido como Boomerang para além de independente tinha a reposição dos clássicos transmitidos pelo Cartoon Network na década de 90, em pouco tempo, o canal Boomerang tornou-se o canal mais conhecido da programação Hanna-Barbera.
Na África subsariana e setentrional, foi lançado exclusivalmente em inglês e árabe, lançado em 1 de julho de 2016.
Em 25 de março de 2023, o canal Boomerang foi substituído pelo Cartoonito.

## História
Em 5 de junho de 2005, foi lançado o canal feed Boomerang Europa em inglês, para toda a Europa, África e Médio Oriente inclusive em Portugal, Angola, Moçambique, juntamente com os canais Cartoon Network Europa e TCM. No 31 de dezembro de 2013, o canal foi desconectado à transmissão em Portugal (assim como o TCM e o Cartoonito), em favor do lançamento do canal feed Cartoon Network em Língua Portuguesa.
Em 21 de abril de 2015, foi lançado o canal feed independente Boomerang em português europeu, transmitido em Angola e Moçambique em parceira com a MultiChoice e a Turner Broadcasting System, sendo disponibilizado na operadora DStv. A voz-off do canal nessa língua é da dobradora Marta Mota (que dobra a personagem Ametista em Steven Universe). Em 23 de março de 2023, o canal foi substituído pelo Cartoonito.
Em 1 de julho de 2016, foi lançado canal feed em inglês e árabe, transmitido na África subsaariana e setentrional.
Em 25 de março de 2023, o canal foi substituído pelo Cartoonito.

## Logotipo

Logótipo utilizado pelo Boomerang Europa desde 25 de março de 2005 até 13 de janeiro de 2015.
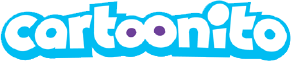
Logótipo do bloco infantil Cartoonito utilizado pelo Boomerang Europa desde 4 de setembro de 2011 até 1 de janeiro de 2014.
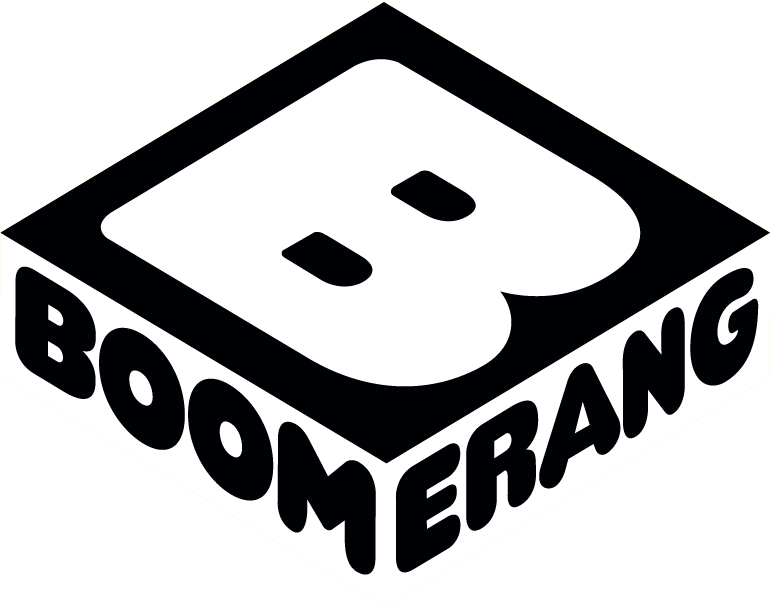
Logótipo utilizado pelo Boomerang África desde 14 de janeiro de 2015 até 24 de março de 2023.
Logótipo utilizado pelo Cartoonito África desde 25 de março de 2023.

## Ligações Externas
- «Página oficial do Cartoonito Portugal»
- «Página oficial do Cartoonito África» (em inglês)